# New Forest Coven

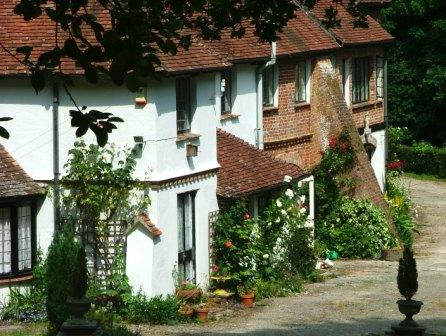
La casa della Vecchia Dorothy (Chewton Mill House ad Highcliffe), dove Gardner afferma di avere ricevuto l'iniziazione nella New Forest Coven.

New Forest Coven fu la coven dove Gerald Gardner venne iniziato al culto della Wicca nel settembre del 1939.

## Storia
In alcune sue lettere a Cecil Williamson, Gardner stesso la definì anche come Southern Coven, per distinguerla da un'altra coven localizzata più a nord. Era formata da un gruppo di neopagani che si riunivano negli anni '30 e '40 nella zona della New Forest (da cui il nome) nel sud dell'Inghilterra, in particolare nel villaggio di Highcliffe, dove lo stesso Gardner risiedette per un certo periodo. Lo scrittore Philip Heselton nelle sue biografie su Gardner riesce a ricostruire diversi fondamentali momenti che precedono l'ingresso di Gardner in questo gruppo e soprattutto riesce a fornire un quadro sui diversi aderenti: Edith Woodford-Grimes ("Dafo" la probabile iniziatrice) e sua figlia Rosanne; i membri della famiglia Mason, provenienti da una famiglia praticante la magia/stregoneria popolare: Ernest Mason, Susie Mason, Rosetta Mason Fudge; inoltre alcuni membri più anziani e ormai meno partecipanti: Rosamund Sabine ("Mother Sabine"), la probabile matriarca del gruppo; Dorothy Clutterbuck ("Old Dorothy"), che fornì l'abitazione dove Gardner fu iniziato; la scrittrice Katherine Oldmeadow; lo scrittore ed esoterista Louis Umfraville Wilkinson (conosciuto anche come Louis Marlow).

Gardner ebbe modo di incontrare alcune di queste persone per la prima volta, cominciando a frequentare il "Rosicrucian Theatre" come racconta nel dettaglio Jack Bracelin nella sua biografia: 
Il noto saggista e poeta Robert Graves, che ebbe modo di conoscere di persona Gerald Gardner, fornisce una buona sintesi su ciò che faceva questo gruppo e sull'apporto successivo di Gardner alla Wicca: :

## I membri dellacoven
Per ciò che riguarda i membri di questo gruppo, oltre a quanto riferito da Gardner stesso nella sua biografia abbiamo anche un'altra importante testimonianza in ciò che Louis Wilkinson riferì a Francis King: 
Heselton ha raccolto un lungo elenco di persone che nel corso dei decenni hanno probabilmente fatto parte della New Forest Coven; uomini e donne appartenenti a vari strati sociali, dai più popolari ai più benestanti. Solo questi ultimi però hanno lasciato tracce documentarie sufficienti per poterli identificare con maggiore certezza:

### Dafo, Edith Woodford-Grimes
La sacerdotessa che iniziò Gerald Gardner nella Wicca era chiamata "Dafo" o "Daffo". Era una insegnante di musica e di dizione e sua figlia sposò un dentista. Questi e molti altri dettagli la fanno identificare con Edith Rose Woodford-Grimes. Edith visse dal 1922 al 1937 nella stessa via della famiglia Mason, venendo notevolmente coinvolta nelle loro attività esoteriche e diventando anche lei una Co-Massone. Nel 1938 si spostò a Christchurch, nei pressi del Teatro Rosicruciano, del quale fu un attivo membro e dove incontrò Gardner per la prima volta, rimanendogli intima amica per il resto della sua vita. Nell'Agosto del 1940, il giorno delle nozze e mancando il padre, fu proprio Gardner a portare all'altare Rosanne, la figlia di Edith.

### I Mason
La famiglia Mason è vissuta nell'area di Southampton e della vicina New Forest nel corso degli ultimi 150 anni. In particolare la località di Toothill, nella New Forest era un luogo conosciuto da tempo come centro della stregoneria e secondo il censimento del 1881, ben circa un quarto degli abitanti del villaggio vicino erano appartenenti ai Mason (un cognome che in proporzione era ben poco comune nel resto di quell'area dell'Inghilterra). In particolare i membri della famiglia che entrarono in contatto con Gardner furono quelli che abitavano stabilmente nella città di Southampton e partecipavano agli eventi del Teatro Rosicruciano di Christchurch. I testimoni li hanno descritti come una famiglia piuttosto eccentrica; riconosciuti dai vicini come discendenti da una famiglia di "cunning people" (cioè guaritori e praticanti di magia popolare); Ernie e suo padre furono anche degli inventori, impegnati nel commercio delle lenti e di materiale fotografico ed ottico, che produssero anche un telescopio perfettamente funzionante e piuttosto avanzato per quei tempi.
- Come detto il padre di famiglia, George Miles Mason (1860-1938), fu un ottico ed un astronomo, egli fece costruire nella loro proprietà di Beechwood un ampio salone, dove nel corso dei decenni furono ospitati gli incontri ed i rituali di molti dei gruppi occultistici che i membri della famiglia frequentavano, compresi i Liberi Massoni.

- Un amico di famiglia molto stretto, interrogato dal ricercatore Heselton, ha definito in particolare e senza remore Ernie Mason (Ernest William Mason 1885-1979) come "una strega" (anche se quasi tutti i membri della famiglia erano considerati tali). Ernie era dotato di poteri psichici, ma a un certo punto della sua vita smise di praticare i rituali in quanto li considerava troppo estenuanti. Ernie affermava di essere diventato consapevole sin da poco tempo dopo la sua nascita, cioè molto prima dell'età che un bambino crescendo, impiega solitamente ad avere una compiuta consapevolezza del mondo che lo circonda; egli fu un esoterista molto entusiasta ed insegnò per anni e con stretta disciplina, parecchi esercizi mentali, non solo ai membri del Crotona Fellowship, ma anche a tutti coloro che ne fossero interessati, e senza mai chiedere denaro in cambio.[16]

- La sorella più anziana fu Susie Marie Mason (1882-1979) era membro della Co-Massoneria ed aderì alla società Teosofica.[17]

- La sorella più giovane fu Rosetta Mason (sposata Fudge, 1884-1971) era invece una seguace della Antroposofia di Rudolph Steiner e possedette anche una rara copia autografata delle opere del maestro

### Old Dorothy
Dorothy Fordham Clutterbuck (1880–1951) fu una dama della buona società conservatrice, che visse per molti anni nel villaggio di Highcliffe. Nella sua biografia, Gerald Gardner la soprannominò "Old Dorothy" ed affermò di essere stato iniziato nel "Wica Cult" proprio nella sua casa detta Mill House. Fu Doreen Valiente, facendo approfondite ricerche, a scoprire l'identità di questa persona: figlia di un ufficiale dell'esercito britannico, nacque in India, ritornò in Gran Bretagna da adulta e visse inizialmente nella sua proprietà di Mill House, dapprima con la madre, e poi "more uxorio" con una cara amica, che si faceva chiamare "John". In seguito, si sposò dopo aver già compiuto i cinquanta anni, con il signor Fordham, che gli garantì una notevole ricchezza, anche se il matrimonio non fu legalmente valido, in quanto egli era già sposato, con una donna affetta da malattia mentale. Prima di morire, Dorothy donò alcuni dei suoi diari, di sapore vagamente paganeggiante, all'amica Katherine Oldmeadow.
La Valiente affermò inoltre che Dorothy potesse forse venire identificata con Dafo, quella che Gardner definiva la prima sacerdotessa della sua coven. Mentre Valiente optò per questa identificazione, altri studiosi come Philip Heselton hanno dimostrato come Dafo e la Clutterbuck fossero due persone distinte. Mentre è certo che Dorothy Clutterbuck esistette realmente, il Professor Ronald Hutton concluse come non ci fosse alcuna prova testimoniante il fatto che la donna fosse stata coinvolta nella formazione della Wicca, che anzi fosse improbabile che la Clutterbuck potesse essere la persona in questione e che molto probabilmente Gardner usò la figura della Vecchia Dorothy in modo piuttosto ironico, per tutelare la privacy di qualcuno che voleva restare anonimo, vale a dire Edith Woodford-Grimes,  che probabilmente fu anche l'amante di Gardner. Parere discordante è quello di Heselton che, citando evidenze più recenti, identifica in accordo con Hutton la vera Dafo con Edith, ma sostiene comunque con una certa sicurezza che la Clutterbuck ebbe ugualmente in qualche modo a che fare con il "culto Wica" delle origini. Mentre Hutton affermava che una notabile conservatrice come la Clutterbuck fosse con poca probabilità coinvolta nella Wicca, Heselton al contrario nelle sue ricerche documentarie sulle origini della Wicca stessa, ha mostrato come la Clutterbuck nei suoi diari fosse solo di facciata una dama della buona società, ma anzi avesse idee paganeggianti ed inoltre intrattenesse segretamente una relazione lesbica con una amica.

### Mother Sabine
Rosamund Isabelle Charlotte Sabine nata Carnsew (1864-1948) fu una nota occultista che visse ad Highcliffe, nella stessa via dove aveva la casa Dafo ed a poca distanza anche dalle case di Gerald Gardner, Dorothy Clutterbuck e Katherine Oldmeadow. Prima degli anni '20 fece parte di uno dei vari rami della Golden Dawn e fu una Co-Massone. Rosamund Sabine e suo marito Thomas Sabine, chiamarono "Witcha" la loro abitazione ad Higcliffe, che non è altro che la resa fonetica della parola Wica, secondo l'antica maniera di pronunciarla. Visse per 24 anni ad Highcliffe ed Heselton teorizza che lei e Katherine Oldmeadow avessero in comune la passione per l'erboristeria.
Il ricercatore Heselton riuscì a risalire a lei, grazie ad una nota lasciata da Doreen Valiente, in cui si citava una certa "Mother Sabine". Inoltre lo stesso Gardner in una delle sue lettere citava una certa "Old Mother Sabine" morta da poco e della quale aveva a disposizione degli oggetti. Sempre Heselton è convinto che alcuni reperti che furono esposti nel Museo della Stregoneria dell'Isola di Man, fossero appartenuti proprio a Rosamund Sabine, egli giunse a questa conclusione analizzando la corrispondenza intercorsa tra Gardner e Cecil Williamson, che fu il primo proprietario del Museo e che ebbe una disputa con Gardner a proposito di quegli stessi oggetti.  Sempre in base a questo carteggio ed a quello intercorso tra Gardner e Edith Woodford-Grimes (Dafo) Heselton ritiene inoltre che Rosamund fosse la matriarca del gruppo, che alla sua morte lasciò i suoi oggetti per trattare le erbe a Dafo, che a sua volta li prestò a Gardner per esporli nel suddetto Museo.

### Katherine Oldmeadow
Katherine Oldmeadow (1878-1963) fu una scrittrice molto prolifica nel pubblicare libri e racconti per ragazzi (compose più di venti romanzi). Fu una cara amica di Dorothy Clutterback ("Old Dorothy"), la quale alla sua morte le lasciò in eredità i suoi diari, che sono così giunti sino a noi. Katherine abitava anche lei nel piccolo villaggio di Highcliffe, perciò a poca distanza da Gardner e da Mother Sabine, oltre che da Dorothy stessa. I suoi romanzi erano rivolti soprattutto a giovani ragazze adolescenti, sono intrisi di un profondo amore per la natura ed il mondo del fiabesco, con accenni paganeggianti e panici. A partire dalla metà degli anni '20, nei suoi romanzi scompare ogni accenno denigratorio contro le streghe o la stregoneria, che anzi vengono da lì in poi presentate molto più positivamente. Nella sua produzione letteraria spicca inoltre un libro che si discosta totalmente dagli altri: The Folklore of Herbs scritto nel 1946 e che tratta di erboristeria e altri usi delle erbe nel folklore. È stato testimoniato che Katherine spesso si accompagnasse con gli zingari presenti nella New Forest per raccogliere informazioni sull'uso delle erbe ed altri argomenti.